# Europees kampioenschap waterpolo vrouwen 2012
Het 14e Europees kampioenschap waterpolo voor vrouwen vond plaats van 16 januari tot 29 januari 2012 in het Pieter van den Hoogenband Zwemstadion in Eindhoven, Nederland. Acht landenteams namen deel aan het toernooi. Italie werd Europees kampioen en Nederland werd zesde.

## Voorronde
|  | Groepswinnaar naar Halve finales        |
|  | Nummers 2 & 3 naar Kwartfinales         |
|  | Nummers 4 naar Wedstrijd om 7/8e plaats |

### Groep A
| Datum      | Land                | Land                | Uitslag | Periode           |
| ---------- | ------------------- | ------------------- | ------- | ----------------- |
| 18 januari | Verenigd Koninkrijk | Hongarije           | 9 - 19  | (1-4,3-4,3-7,2-4) |
| 18 januari | Nederland           | Rusland             | 10 - 11 | (2-3,5-3,2-2,1-3) |
| 20 januari | Rusland             | Verenigd Koninkrijk | 15 - 10 | (6-2,3-2,1-3,5-3) |
| 20 januari | Hongarije           | Nederland           | 9 - 8   | (4-4,1-1,1-3,3-0) |
| 22 januari | Nederland           | Verenigd Koninkrijk | 12 - 6  | (1-2,5-3,4-1,2-0) |
| 22 januari | Hongarije           | Rusland             | 9 - 12  | (1-3,5-4,1-4,2-1) |

| Groep A |                     |             |             |             |             |            |            |            |        |
| #       | Land                | Wedstrijden | Wedstrijden | Wedstrijden | Wedstrijden | Doelpunten | Doelpunten | Doelpunten | Punten |
| #       | Land                | G           | W           | G           | V           | V          | T          | Saldo      | Punten |
| 1       | Rusland             | 3           | 3           | 0           | 0           | 38         | 29         | +9         | 9      |
| 2       | Hongarije           | 3           | 2           | 0           | 1           | 37         | 29         | +8         | 6      |
| 3       | Nederland           | 3           | 1           | 0           | 2           | 30         | 26         | +4         | 3      |
| 4       | Verenigd Koninkrijk | 3           | 0           | 0           | 3           | 25         | 40         | -15        | 0      |

### Groep B
| Datum      | Land        | Land        | Uitslag | Periode           |
| ---------- | ----------- | ----------- | ------- | ----------------- |
| 18 januari | Spanje      | Duitsland   | 22 - 12 | (7-3,3-3,7-4,5-2) |
| 18 januari | Griekenland | Italië      | 10 - 9  | (2-2,2-0,3-3,3-4) |
| 20 januari | Duitsland   | Griekenland | 6 - 12  | (2-3,1-3,1-3,2-3) |
| 20 januari | Italië      | Spanje      | 15 - 11 | (4-3,4-1,3-3,4-4) |
| 22 januari | Duitsland   | Italië      | 12 - 18 | (3-4,3-7,3-4,3-3) |
| 22 januari | Griekenland | Spanje      | 8 - 6   | (3-0,0-3,3-1,2-2) |

| Groep B |             |             |             |             |             |            |            |            |        |
| #       | Land        | Wedstrijden | Wedstrijden | Wedstrijden | Wedstrijden | Doelpunten | Doelpunten | Doelpunten | Punten |
| #       | Land        | G           | W           | G           | V           | V          | T          | Saldo      | Punten |
| 1       | Griekenland | 3           | 3           | 0           | 0           | 30         | 21         | +9         | 9      |
| 2       | Italië      | 3           | 2           | 0           | 1           | 44         | 33         | +11        | 6      |
| 3       | Spanje      | 3           | 1           | 0           | 2           | 39         | 35         | +4         | 3      |
| 4       | Duitsland   | 3           | 0           | 0           | 3           | 30         | 52         | -22        | 0      |

## Kwartfinales
| Datum      | Land      | Land      | Uitslag | Periode                       |
| ---------- | --------- | --------- | ------- | ----------------------------- |
| 24 januari | Hongarije | Spanje    | 11 - 9  | (5-2,3-1,2-2,1-4)             |
| 24 januari | Italië    | Nederland | 17 - 15 | (4-3,2-2,2-2,3-4,1-1,1-1,4-2) |

## Halve finales
| Datum      | Land      | Land        | Uitslag | Periode           |
| ---------- | --------- | ----------- | ------- | ----------------- |
| 26 januari | Hongarije | Griekenland | 12 - 14 | (2-4,4-3,4-3,2-4) |
| 26 januari | Italië    | Rusland     | 13 - 12 | (2-2,4-4,3-2,4-4) |

## Plaatsingsronde

### 7e/8e plaats
| Datum      | Land                | Land      | Uitslag | Periode                   |
| ---------- | ------------------- | --------- | ------- | ------------------------- |
| 24 januari | Verenigd Koninkrijk | Duitsland | 13 - 11 | (2-2,4-4,3-1,1-3,3-0,0-1) |

### 5e/6e plaats
| Datum      | Land   | Land      | Uitslag | Periode           |
| ---------- | ------ | --------- | ------- | ----------------- |
| 26 januari | Spanje | Nederland | 11 - 10 | (3-3,2-3,4-3,2-1) |

## Bronzen Finale
| Datum      | Land      | Land    | Uitslag | Periode           |
| ---------- | --------- | ------- | ------- | ----------------- |
| 28 januari | Hongarije | Rusland | 9 - 8   | (6-2,1-3,2-2,0-1) |

## Finale
| Datum      | Land        | Land   | Uitslag | Periode           |
| ---------- | ----------- | ------ | ------- | ----------------- |
| 28 januari | Griekenland | Italië | 10 - 13 | (1-4,1-2,3-4,5-3) |

## Eindrangschikking
| Goud   | Italië              |
| Zilver | Griekenland         |
| Brons  | Hongarije           |
| 4      | Rusland             |
| 5      | Spanje              |
| 6      | Nederland           |
| 7      | Verenigd Koninkrijk |
| 8      | Duitsland           |

| Europees kampioen 2012 · Italië · 5e titel Selectie: Elena Gigli, Simona Abbate, Elisa Casanova, Rosaria Aiello, Elisa Queirolo, Allegra Lapi, Tania Di Mario, Roberta Bianconi, Giulia Emmolo, Giulia Rambaldi, Aleksandra Cotti, Teresa Frassinetti en Giulia Gorlero. · Bondscoach: Fabio Conti. |

Europees kampioenschap waterpolo mannen

1926 · 
1927 · 
1931 · 
1934 · 
1938 · 
1947 · 
1950 · 
1954 · 
1958 · 
1962 · 
1966 · 
1970 · 
1974 · 
1977 · 
1981 · 
1983 · 
1985 · 
1987 · 
1989 · 
1991 · 
1993 · 
1995 · 
1997 · 
1999 · 
2001 · 
2003 · 
2006 · 
2008 · 
2010 · 
2012 · 
2014 · 
2016 · 
2018 · 
2020 · 
2022 · 
2024
Europees kampioenschap waterpolo vrouwen

1985 · 
1987 · 
1989 · 
1991 · 
1993 · 
1995 · 
1997 · 
1999 · 
2001 · 
2003 · 
2006 · 
2008 · 
2010 · 
2012 · 
2014 · 
2016 · 
2018 · 
2020 · 
2022 · 
2024